# Mártires de Chimbote
Con el nombre de mártires de Pariacoto y Santa la historiografía peruana denomina a un grupo de dos sacerdotes franciscanos polacos y un sacerdote misionero italiano asesinados selectivamente en el departamento de Áncash, en agosto de 1991 por Sendero Luminoso durante la época del terrorismo en el Perú. Michał Tomaszek y Zbigniew Adam Strzalkowski fueron asesinados el 9 de agosto y Alessandro Dordi el 25 de agosto de 1991. Fueron beatificados en el año 2015.

## Antecedentes
El entonces Obispo de Chimbote, Luis Bambarén Gastelumendi, recibía amenazas de Sendero Luminoso a través de escritos. Un día, llegó una amenaza más específica que decía: "Si no renuncia, mataremos dos sacerdotes por semana". Esto hizo que Bambarén convocara a los sacerdotes de las parroquias a su cargo para informarles de la amenaza, dándoles la opción de irse a Lima o abandonar el Perú. Entre los presentes de la reunión estuvieron Miguel Tomaszek y Zbigniew Adam Strzalkowski, quienes trabajaban en el pueblo de Pariacoto, y Alessandro Dordi, que trabajaba en Santa. Los tres manifestaron la intención de no irse.
El 25 de julio de 1991, el sacerdote español Miguel Company, de la diócesis de Chimbote, fue baleado por senderistas en la puerta de su casa, quedando herido de gravedad.

## Asesinatos
El 9 de agosto de 1991, en Pariacoto, el pueblo se llenó de pintadas alusivas a Sendero Luminoso. Un grupo de senderistas con pasamontañas y armados con escopetas irrumpieron en el poblado. Un grupo de estos se dirigió a la casa del alcalde Justino León Maza, mientras que otro grupo se dirigió a la parroquia Señor de Mayo. En ese momento la misa había concluido y los feligreses aun se encontraban en el lugar. Allí, los senderistas dijeron: "somos compañeros y deseamos hablar con los padres". Luego se llevaron secuestrados a Michał Tomaszek y Zbigniew Adam Strzalkowski, atándoles las manos. Fueron conducidos en un auto robado al cementerio donde fueron asesinados junto a los alcaldes de Pariacoto y de Pueblo Viejo. Sobre sus cuerpos fue dejado letreros que decían: "Viva el PCP", "Así mueren los servidores del imperialismo", "Viva el Presidente Gonzalo". De camino al cementerio, los senderistas manifestaron a los pobladores que las biblias y rosarios eran usados para engañar al pueblo, acusaron a Cáritas de ser un órgano imperialista y de adormecer el espíritu revolucionario por predicar la paz. Luego, asesinaron al alcalde de Cochabamba y dinamitaron el local municipal. La tienda de Máximo Cuysano fue saqueada.
Al enterarse del asesinato de los sacerdotes polacos, Alessandro Dordi le escribió una carta a un amigo donde manifestaba:

En estos días estamos particularmente angustiados y preocupados. Seguramente han sabido cómo el 9 de agosto Sendero Luminoso ha matado a dos sacerdotes de la Diócesis de Chimbote. Son dos franciscanos polacos que trabajaban en un valle como el mío... Puedes imaginar la situación de ansiedad en que vivimos, hay amenazas de próximos asesinatos. Sendero Luminoso, que con el terror quiere llegar al poder, ha puesto su mira en la Iglesia... La situación del Perú es angustiosa. Cada día nos preguntamos: ¿a quién le tocará hoy?

A pesar de las amenazas y la muerte de los sacerdotes polacos, Dordi rechazó regresar a Italia. El 25 de agosto del mismo año, Dordi junto a dos seminaristas se encontraban viajando en una camioneta de Vinzos a Santa para celebrar la misa. En el camino, se detuvieron debido a que los senderistas habían bloqueado con piedras el camino. En ese instante aparecieron los senderistas quienes obligaron a bajar a los pasajeros. Dordi fue ultimado de tres balazos en la cara.
A través de El Diario, Sendero Luminoso informó que "las fuerzas maoístas ejecutaron [a los] tres sacerdotes" debido a que "venían participando en la lucha antisubversiva diseñada por el gobierno y las fuerzas armadas".

## Proceso de beatificación y canonización
El Papa Francisco dio su aprobación el 3 de febrero de 2015 a su beatificación después de afirmar su martirio, y la celebración de la beatificación fue celebrado en Perú por el cardenal Angelo Amato el 5 de diciembre de 2015. Se requerirá un milagro atribuido a los tres para su eventual canonización.

## Homenaje
El 10 de agosto de 2021 en el distrito de Jesús María en Lima Metropolitana se inauguró en el Parque Polonia un monumento en memoria de los misioneros polacos asesinados. Este acto estuvo acompañado por representantes de la Santa Sede en el Perú, de la Orden de Frailes Menores y la presencia de la embajadora de Polonia para Perú, Antonina Magdalena Śniadecka-Kotarska. La diplomática llegó a decir lo siguiente:

un homenaje a la empatía, a la paciencia, a la bondad, a la fe en las virtudes que representaban, pero también un llamado a recordar a las víctimas entre quienes han perdido la conciencia de su historia. Y una nación sin historia deja de existir (...) Cada día, Michał y Zbigniew, transformaron el saludo simbólico de ´Paz y Bien´ de los franciscanos en actividades prácticas. Esto era el significado simbólico de sus vidas y por el que dieron sus vidas. Murieron por una causa justa.